# Kopejka
Kopejka (russisk: Копейка) er en russisk spillefilm fra 2002 af Ivan Dykhovitjnyj.

## Medvirkende
- Sergej Mazaev som Bubuka
- Andrej Krasko
- Jurij Tsurilo som Viktor
- Roman Madjanov
- Aleksandra Kulikova